# Cypresbodemwants
De cypresbodemwants (Orsillus depressus) is een wants uit de onderfamilie Orsillinae en uit de familie van de bodemwantsen (Lygaeidae).

## Uiterlijk
Het is een bruine wants, die 6,7-8,2 mm lang is. De voorkant van de kop steekt voorbij het eerste segment van de antenne. Op het halsschild (pronotum) loopt een zwarte middenlijn. Het connexivum (aan de zijkant zichtbare deel achterlijf) is afwisselend licht en donker gekleurd.

## Verspreiding en habitat
Het is een mediterrane soort, die naar het oosten tot in het gebied rond de Kaspische Zee is verbreid. De laatste jaren heeft hij zich naar het noorden uitgebreid. Voor de uitbreiding kan het vervoer van coniferen voor tuinen verantwoordelijk zijn. Ze zijn vooral op hun voedselplant te vinden

## Leefwijze
In het Middellandse Zeegebied zijn Cupressus en Juniperus de oorspronkelijke voedselplanten, waarop ze te vinden zijn. Naar het noorden toe zijn ze ook te vinden op andere soorten uit de cipresfamilie (Cupressaceae) zoals Chamaecyparis en de levensboom (Thuja). De dieren overwinteren als imago’s, zelden als nimfen. Paring vindt plaats in mei, de vrouwtjes leggen vervolgens hun eitjes in de zomer. Van eind juli tot begin augustus verschijnen de volwassen wantsen van de nieuwe generatie.